# Церпіш (Ланьцутський повіт)
Церпіш (пол. Cierpisz) — село в Польщі, у гміні Ланьцут Ланьцутського повіту Підкарпатського воєводства.
Населення — 849 осіб (2011).
У 1975-1998 роках село належало до Ряшівського воєводства.

## Демографія
Демографічна структура станом на 31 березня 2011 року:
|          | Загалом | Допрацездатний вік | Працездатний вік | Постпрацездатний вік |
| -------- | ------- | ------------------ | ---------------- | -------------------- |
| Чоловіки | 428     | 94                 | 291              | 43                   |
| Жінки    | 421     | 94                 | 235              | 92                   |
| Разом    | 849     | 188                | 526              | 135                  |